# شگفتی اتوماسیون
غافلگیری اتوماسیون کنشی است که بدست یک سامانه‌ی اتوماسیون انجام می‌شود و برای کاربر غیرمنتظره است. خطای حالت می‌تواند یکی از دلایل رایج غافلگیری اتوماسیون باشد. غافلگیری اتوماسیون می‌تواند خطرناک باشد زمانی که آگاهی موقعیتی یک اپراتور کنترل را مختل کند.

## همچنین ببینید
- عوامل انسانی
- ایمنی هوایی

## پیوندهای بیرونی
- Hourizi, Rachid; Johnson, Peter (2001). "Beyond Mode Error: Supporting Strategic Knowledge Structures to Enhance Cockpit Safety".